# Carrasco (Montevideo)
Carrasco és un barri costaner de Montevideo, Uruguai. Limita amb Punta Gorda a l'oest, amb Carrasco Norte al nord, amb el departament de Canelones a l'est, i amb la costa riuplatenca al sud. L'avinguda costanera es diu Rambla Tomás Berreta i sobre ella s'estén la platja de Carrasco.
Ubicat a la costa sud-est de la ciutat, el barri era originalment un balneari. No obstant això, finalment es va transformar en una zona residencial de Montevideo. Carrasco és considerat com un dels barris més cars de Montevideo i combina una sèrie àmplia d'estils arquitectònics.

## Població
Segons dades del cens de 2005, Carrasco tenia 16.386 persones.